# Halton Arp
Halton Christian "Chip" Arp (Nueva York, 21 de marzo de 1927 - Múnich, 28 de diciembre de 2013) fue un astrónomo estadounidense. Fue principalmente conocido por su Atlas de galaxias peculiares de 1966, el cual (realizado posteriormente) catalogó gran cantidad de interacciones y uniones de galaxias. Arp también fue conocido por ser un crítico de la Teoría del Big Bang y por defender una cosmología no standard incorporando lo que se denomina intrinsic redshift.